# Callista (nouvelle)
Pour les articles homonymes, voir Callista (homonymie).
Callista est un roman du théologien catholique anglais, prêtre et écrivain John Henry Newman. Il a d'abord été publié en 1855.

## Contexte
L'intrigue de Callista se situe au milieu du IIIe siècle dans la ville de Sicca Veneria, dans la province romaine d'Afrique. Le roman traite de la persécution de la communauté chrétienne sous l'empereur Dèce.

## Protagonistes
Le personnage principal du roman est Callista, une jeune et belle fille grecque, qui vient d'arriver de Grèce avec son frère Aristo. Elle est une femme douée et jeune, mais pourtant elle n'est pas satisfaite de sa vie.
Un autre personnage principal est le jeune chrétien Agellius, troublé, qui veut se marier Callista. Il est déchiré entre sa foi et son frère (Juba), sa mère Gurta, une sorcière païenne, et son oncle païen Jocond, qui veulent tous l'apporter loin de la foi chrétienne. Agellius rencontre bientôt le mystérieux prêtre chrétien Caecilius (plus tard identifié comme saint Cyprien de Carthage), qui devient une figure paternelle pour lui, et renforce sa foi à nouveau.

## Résumé de l'intrigue
Après un terrible fléau des sauterelles, la rage populaire contre les chrétiens et la persécution commencent à nouveau. Agellius fuit dans les environs de Sicca Veneria. Dans le même temps, Callista se voit dessinée de plus en plus fortement au christianisme. Quand elle est obligée d'offrir l'encens aux dieux païens, elle doit faire un choix dramatique, ce qui la conduit finalement dans l’Église catholique et au martyre.

## Analyse littéraire
Le roman s'appuie à la fois sur des parallèles entre la société romaine antique et les persécutions qui subsistent encore dans les préjugés contre les catholiques romains en Grande-Bretagne de l'époque et de la propre expérience de Newman comme converti. Le roman traite également des questions d'intégrité et de détermination, même face à la mort. La plupart de ses personnages sont dans le même temps ambiguës et troubles, et ont à faire face à un choix pour ou contre la foi chrétienne au cours de l'histoire.

## Origine
Le roman a été commandé comme une sorte de préquelle, ou antépisode à Fabiola, du cardinal Nicholas Wiseman, publié un an plus tôt. 

## Éditions
Une nouvelle édition du roman, réalisée à l'approche de la canonisation du bienheureux John Henry Newman, a été publiée en français.